# Руска Совјетска Федеративна Социјалистичка Република
Руска Совјетска Федеративна Социјалистичка Република (скр. РСФСР или Руска СФСР; рус. Росси́йская Сове́тская Федерати́вная Социалисти́ческая Респу́блика) била је једна од 15 република Савеза Совјетских Социјалистичких Република.
Основана је убрзо након Октобарске револуције 7. новембра 1917. године, под називом Руска Република (рус. Росси́йская Респу́блика), а 25. јануара 1918. на трећем састанку Сверуског конгреса совјета име јој је промењено у Совјетска Руска Република, такође незванично позната и као Совјетска Русија. Коначно име усвојено је доношењем новог устава 10. јуна 1918. године. Децембра 1922. године ушла је у састав Совјетског Савеза. Распадом Совјетског Савеза, 1991. године, постала је независна држава - Руска Федерација, која је задржала међународно-правни континуитет некадашњег Совјетског Савеза.
Руска СФСР била је највећа совјетска република и по површини (17.075.200 km²) и по становништву (147 милиона). Главни град је била Москва, која је, 8. маја 1965. године, указом Президијума Врховног совјета Совјетског Савеза, за заслуге њених становника током Великог отаџбинског рата, одликован Орденом хероја Совјетског Савеза и проглашен за Град херој.

## Географија
Са укупно око 17.125.200 квадратних км, Руска СФСР је била највећа од петнаест совјетских република, док је њен јужни сусед, Казашка ССР, била друга.
Међународне границе РСФСР-а додиривале су Пољску на западу; Норвешка и Финска на северозападу; а на југоистоку у источној Азији налазиле су се Демократска Народна Република Кореја (Северна Кореја), Монголија и Кина (НР Кина, бивша Република Кина; 1911–1949). Унутар Совјетског Савеза, РСФСР се граничила са словенским државама: Украјинска ССР (Украјина), Белоруска ССР (Белорусија), балтичким државама: Естонска ССР (Естонија), Летонска ССР (Летонија) и Литванска ССР (Литванија) (укључене у СССР 1940) на западу и Азербејџанска ССР (Азербејџан), Грузијска ССР (Грузија) и Казашка ССР (Казахстан) на југу у Централној Азији.
Отприлике 70% подручја у РСФСР се састојало од широких равница, са планинским регионима тундре углавном концентрисаним на истоку Сибира са Централном Азијом и Источном Азијом. Област је богата минералним ресурсима, укључујући нафту, природни гас и руду гвожђа.

## Историја

### Ране године (1917–1920)
Совјетска влада је први пут дошла на власт 7. новембра 1917, непосредно након што је привремена руска привремена влада на челу са Александром Керенским, која је владала Руском Републиком, збачена у Октобарској револуцији, другој од две руске револуције. Држава којом је управљала, а која није имала званичан назив, била би непризната од суседних земаља још пет месеци. Почетна фаза Октобарске револуције која је укључивала напад на Петроград се одвијала углавном без људских жртава.
Дана 18. јануара 1918, новоизабрана Уставотворна скупштина издала је декрет којим је Русија прогласила демократску федералну републику под називом „Руска Демократска Федеративна Република“. Међутим, бољшевици су сутрадан распустили Скупштину и прогласили њене уредбе ништавним. Насупрот томе, бољшевици су такође резервисали известан број упражњених места у Совјетима и Централној извршној власти за опозиционе странке сразмерно њиховом уделу гласова на Конгресу. У исто време, један број истакнутих чланова левих есера преузео је положаје у Лењиновој влади и водио комесаријате у неколико области. Ово је укључивало пољопривреду (Колегајев), имовину (Карелин), правосуђе (Штајнберг), пошту и телеграфе (Прошијан) и локалну управу (Трутовски). Лењинова влада је такође увела низ прогресивних мера као што су опште образовање, здравствена заштита и једнака права жена.
Дана 25. јануара 1918. године, на трећем састанку Сверуског конгреса Совјета, проглашено је оснивање Руске Социјалистичке Федеративне Совјетске Републике (РСФСР). 3. марта 1918. потписан је споразум из Брест-Литовска, којим је Немачкој империји дат већи део најзападнијих земаља бившег Руског царства у замену за мир на Источном фронту Првог светског рата. У јулу 1918, пети Сверуски конгрес Совјета усвојио је Устав Руске СФСР. До 1918. године, током Руског грађанског рата, неколико држава унутар бившег Руског царства се отцепило, што је још више смањило величину земље, иако су неке покорили бољшевици.

## Промене граница
Већ почетком 1920-их дошло је до промена граница РСФСР. Далекоисточна република (област између Бајкала и Тихог океана) је 1922. прикључена Русији, а 1925. и област некадашње престонице Казахстана, Оренбурга.
Највеће промене у границама РСФСР уследиле су у Другом светском рату. После анексије Пољске, Русији је прикључен град Смоленск. Русија је добила територије на северозападу после Зимског рата са Финском 1939/40.
Године 1944. совјетска Народна Република Тува је додата Русији као аутономна област, а касније република. У процесу разграничавања балтичких република и РСФСР, нека места претходно у Летонији и Естонији су прикључена Русији.
После пораза Финске у рату 1941—1944, она је 1947. морала да Русији да још неке територије, од којих је најзначајнији био њен излаз на Баренцово море. На западу је Русија присвојила део Источне Пруске (Калињинградска област). На истоку, Русија је од Јапана узела острво Сахалин и Курилска острва.
На сугестију Никите Хрушчова, 1954. године РСФСР је Украјинској ССР дала Крим у замену за област града Белгород. Године 1956. унутар Русије је формирана Карелијска АССР, уместо дотадашње засебне републике Карело-Финске ССР.

## Економија
У првим годинама постојања РСФСР, доктрина ратног комунизма постала је полазна тачка економске активности државе. У марту 1921. године, на 10. конгресу РКП (Б), руководство земље је признало да су задаци политике „ратног комунизма“ испуњени, а на Лењинов предлог уведена је Нова економска политика.
Након формирања Совјетског Савеза, привреда РСФСР-а постала је саставни део привреде СССР-а. Економски програм РСФСР (НЕП) настављен је у свим синдикалним републикама. Госплан (Државна комисија за генерално планирање) РСФСР-а, који је заменио ГОЕЛРО, реорганизован је у Госплан СССР-а. Његов први задатак је био да развије јединствени национални економски план заснован на плану електрификације и да надгледа целокупну имплементацију овог плана.
За разлику од претходних руских устава, Устав из 1978. године је опису привредног система РСФСР-а посветио читаво поглавље (Глава 2), који је дефинисао врсте својине и указао на циљеве економских задатака државе.
Као што је приметио дописни члан РАН РАН В. И. Суслов, који је учествовао у великим студијама односа између привреда република СССР-а и РСФСР-а у касном совјетском периоду: „Степен неједнакости економске размене био је веома висок, а Русија је увек била губитничка страна. Производ који је створила Русија је у великој мери подржавао потрошњу других савезних република“.

## Култура

### Државни празници и симболи
Државни празници за Руску СФСР укључивали су Дан бранилаца отаџбине (23. фебруар), којим се одаје почаст руским мушкарцима, посебно онима који служе у војсци; Међународни дан жена (8. март), који комбинује традицију Дана мајки и Дана заљубљених; Празник пролећа и рада (1. мај); Дан победе; и као и све друге совјетске републике, Велика октобарска социјалистичка револуција (7. новембар).
Дан победе је други најпопуларнији празник у Русији јер обележава победу над нацизмом у Великом отаџбинском рату. У Москви се на Црвеном тргу сваке године организује огромна војна парада чији је домаћин председник Русије. Сличне параде одржавају се у свим већим руским градовима и градовима са статусом Град херој или Град војничке славе.
Током свог 76-годишњег постојања, химна Руске СФСР је била иста као и совјетска химна (за разлику од других република): Интернационала до 1944, а затим Државна химна СССР-а. Године 1990. РСФСР је усвојила сопствену посебну химну под називом Патриотска песма, која је постала химна независне Русије од 1991. Године 2000. Владимир Путин је поново увео совјетску химну. Мото "Пролетери свих земаља, уједините се!" се уобичајено користио и делио са другим совјетским републикама. Срп и чекић и совјетски грб се још увек често виде у руским градовима као део архитектонских украса. Совјетске црвене звезде се такође сусрећу, често на војној опреми и ратним споменицима. Црвени барјак се и даље поштује, а посебно Застава победе 1945. године.

### Заставе Руске СФСР
Застава Руске СФСР се мењала више пута, а оригинално је било црвено поље са руским именом републике исписаним у средини заставе белом бојом. Ова застава је одувек била замишљена да буде привремена, јер је промењена мање од годину дана након усвајања. Друга застава је имала слова РСФСР исписана жутом бојом унутар кантона и уоквирена у две жуте линије које чине прави угао. Следећа застава је коришћена од 1937. године, нарочито током Другог светског рата. Након Стаљинове смрти у Совјетском Савезу је предузета велика вексилолошка реформа. Ова промена је укључила ажурирање свих застава совјетских република као и за заставу самог Совјетског Савеза. Застава Руске СФСР је сада била пресликана верзија заставе Совјетског Савеза, са главном разликом у незнатном измештању српа и чекића и што је најзначајније додавање плаве вертикалне траке на дизалицу. Ова верзија заставе је коришћена од 1954. па све до 1991. године, где је промењена услед распада Совјетског Савеза. Застава је промењена у дизајн који је личио на оригиналну заставу Руског царства и Руске империје, са значајном разликом у односу заставе 1:2 уместо првобитног односа 2:3. Након 1993. године, када је совјетски облик власти званично распуштен у Руској Федерацији, застава Руске Федерације је промењена у оригиналну грађанску заставу у оригиналним пропорцијама 2:3.
- Привремена застава (1917–1918)
- Прва застава РСФСР (1918−1937)
- Друга застава РСФСР (1937−1954)
- Трећа застава РСФСР (1954−1991)
- Последња застава РСФСР (22. август−25. децембар 1991)

## Становништво
По последњем попису становништва из 1989, у Русији је живело 147 милиона људи, што је око 51% становништва Совјетског Савеза. Национални састав становништва је био:
| националност | број        | удео   |
| ------------ | ----------- | ------ |
| Руси         | 120 милиона | 81,5%  |
| Татари       | 5,5 милиона | 3,8%   |
| Украјинци    | 4,3 милиона | 3,0%   |
| Чуваши       | 1,8 милиона | 1,2%   |
| Башкири      | 1,3 милиона | 0,9%   |
| Мордовинци   | 1,0 милион  | 0,7%   |
| Укупно РСФСР | 147 милиона | 100,0% |

Од 27 милона не-Руса, само 9,4 милиона је живело у својим историјским подручјима, док су остали овамо дошли пресељењем или као последица протеривања. Неки народи, попут Татара, традиционално живе на широком подручју и не могу да се групишу у компактне аутономне области.

## Административна подела
| јединица                                | територија, хиљ. км² | становништво, хиљ. стан. (1967) | становништво, (1970) | становништво, (1979) | становништво, (1989) | градова | варошица | адм. главни град        |
| --------------------------------------- | -------------------- | ------------------------------- | -------------------- | -------------------- | -------------------- | ------- | -------- | ----------------------- |
| Алтајски крај                           | 261,7                | 2747                            | 2670                 | 2686                 | 2822                 |         |          | Барнаул                 |
| * од тога Горњо Алтајска АО             | 92,6                 | 169                             | 168                  | 172                  |                      |         |          | Горњо Алтајск           |
| Краснодарски крај                       | 83,6                 | 4273                            | 4510                 | 4744                 | 5053                 |         |          | Краснодар               |
| * од тога Адигејска АО                  | 7,6                  | 366                             | 386                  | 404                  |                      |         |          | Мајкоп                  |
| Краснојарски крај                       | 2401,6               | 2925                            | 2962                 | 3199                 | 3605                 |         |          | Краснојарск             |
| * од тога Тајмирска (Догано-Ненецка) АО | 862,1                | 36                              | 38                   | 45                   |                      |         |          | Дудинка                 |
| * од тога Хакашка АО                    | 61,9                 | 462                             | 446                  | 498                  |                      |         |          | Абакан                  |
| * од тога Евенкијска АО                 | 767,6                | 12                              | 13                   | 16                   |                      |         |          | Тура                    |
| Приморски крај                          | 165,9                | 1641                            | 1721                 | 1977                 | 2256                 |         |          | Владивосток             |
| Ставропољски крај                       | 80,6                 | 2177                            | 2306                 | 2497                 | 2825                 |         |          | Ставропољ               |
| * од тога Карачаево-Черкеска АО         | 14,1                 | 330                             |                      |                      |                      |         |          | Черкеск                 |
| Хабаровски крај                         | 824,6                | 1317                            | 1346                 | 1558                 | 1812                 |         |          | Хабаровск               |
| * од тога Јеврејска АО                  | 36,0                 | 174                             | 172                  | 189                  |                      |         |          | Биробиџан               |
| Амурска област                          | 363,7                | 781                             | 793                  | 936                  | 1050                 |         |          | Благовештенск           |
| Архангелска област                      | 587,4                | 1401                            | 1401                 | 1466                 | 1570                 |         |          | Архангелск              |
| * од тога Ненецка АО                    | 176,7                | 37                              | 39                   | 47                   | 54                   |         |          | Нарјан Мар              |
| Астраханска област                      | 44,1                 | 811                             | 867                  | 915                  | 992                  |         |          | Астрахан                |
| Белгородска област                      | 27,1                 | 1248                            | 1261                 | 1308                 | 1378                 |         |          | Белгород                |
| Брјанска област                         | 34,9                 | 1573                            | 1582                 | 1509                 | 1470                 |         |          | Брјанск                 |
| Владимирска област                      | 29,0                 | 1496                            | 1511                 | 1586                 | 1649                 |         |          | Владимир                |
| Волгоградска област                     | 114,1                | 2201                            | 2323                 | 2478                 | 2593                 |         |          | Волгоград               |
| Вологдска област                        | 145,7                | 1307                            | 1296                 | 1309                 | 1349                 |         |          | Вологда                 |
| Вороњешка област                        | 52,4                 | 2495                            | 2527                 | 2483                 | 2467                 |         |          | Вороњеж                 |
| Горкијска област                        | 74,8                 | 3673                            | 3682                 | 3712                 | 3720                 |         |          | Горки                   |
| Ивановска област                        | 23,9                 | 1352                            | 1339                 | 1324                 | 1314                 |         |          | Иваново                 |
| Иркутска област                         | 767,9                | 2267                            | 2313                 | 2558                 | 2825                 |         |          | Иркутск                 |
| * од тога Уст Ординско-Бурјатска АО     | 22,1                 | 154                             | 146                  | 132                  |                      |         |          | Уст Ордински            |
| Калињинградска област                   | 15,1                 | 693                             | 732                  | 808                  | 871                  |         |          | Калињинград             |
| Калињинска област                       | 84,2                 | 1726                            | 1717                 | 1659                 | 1663                 |         |          | Калињин                 |
| Калушка област                          | 29,9                 | 964                             | 995                  | 1008                 | 1064                 |         |          | Калуга                  |
| Камчатска област                        | 472,3                | 268                             | 288                  | 384                  | 472                  |         |          | Петропавловск Камчатски |
| * од тога Корјашка АО                   | 301,5                | 37                              | 31                   | 35                   |                      |         |          | Палана                  |
| Кемеровска област                       | 95,5                 | 3017                            | 2919                 | 2958                 | 3171                 |         |          | Кемерово                |
| Кировска област                         | 120,7                | 1762                            | 1727                 | 1667                 | 1694                 |         |          | Киров                   |
| Костромска област                       | 60,2                 | 864                             | 871                  | 802                  | 804                  |         |          | Кострома                |
| Кујбишевска област                      | 53,6                 | 2602                            | 2751                 | 3094                 | 3263                 |         |          | Кујбишев                |
| Курганска област                        | 71,0                 | 1082                            | 1086                 | 1080                 | 1104                 |         |          | Курган                  |
| Курска област                           | 29,8                 | 1492                            | 1474                 | 1395                 | 1335                 |         |          | Курск                   |
| Лењинградска област                     | 85,9                 | 5072                            | 5385                 | 6081                 | 6644                 |         |          | Лењинград               |
| Липецка област                          | 24,1                 | 1221                            | 1224                 | 1227                 | 1230                 |         |          | Липецк                  |
| Магаданска област                       | 1199,1               | 327                             | 352                  | 477                  | 556                  |         |          | Магадан                 |
| * од тога Чухотска АО                   | 737,7                | 89                              | 101                  | 140                  |                      |         |          | Анадир                  |
| Московска област                        | 47,0                 | 11879                           | 12836                | 14266                | 15522                |         |          | Москва                  |
| Мурманска област                        | 144,9                | 727                             | 800                  | 978                  | 1165                 |         |          | Мурманск                |
| Новгородска област                      | 55,3                 | 726                             | 721                  | 722                  | 752                  |         |          | Новгород                |
| Новосибирска област                     | 178,2                | 2469                            | 2505                 | 2620                 | 2779                 |         |          | Новосибирск             |
| Омска област                            | 139,5                | 1823                            | 1824                 | 1957                 | 2142                 |         |          | Омск                    |
| Оренбуршка област                       | 124,0                | 2057                            | 2050                 | 2088                 | 2171                 |         |          | Оренбург                |
| Орловска област                         | 24,7                 | 937                             | 931                  | 895                  | 889                  |         |          | Орјол                   |
| Пензенска област                        | 43,2                 | 1534                            | 1536                 | 1510                 | 1505                 |         |          | Пенза                   |
| Пермска област                          | 160,7                | 3088                            | 3023                 | 3008                 | 3091                 |         |          | Перм                    |
| * од тога Коми-Пермска АО               | 32,9                 | 215                             | 212                  | 172                  |                      |         |          | Кудимкар                |
| Псковска област                         | 55,3                 | 870                             | 875                  | 851                  | 845                  |         |          | Псков                   |
| Ростовска област                        | 100,8                | 3771                            | 3831                 | 4079                 | 4292                 |         |          | Ростов на Дону          |
| Рјазањска област                        | 39,6                 | 1439                            | 1412                 | 1366                 | 1348                 |         |          | Рјазањ                  |
| Саратовска област                       | 100,2                | 2412                            | 2454                 | 2563                 | 2684                 |         |          | Саратов                 |
| Сахалинска област                       | 87,1                 | 637                             | 616                  | 662                  | 710                  |         |          | Јужно Сахалинск         |
| Свердловска област                      | 194,7                | 4354                            | 4320                 | 4455                 | 4707                 |         |          | Свердловск              |
| Смоленска област                        | 49,8                 | 1100                            | 1106                 | 1116                 | 1154                 |         |          | Смоленск                |
| Тамбовска област                        | 34,3                 | 1523                            | 1512                 | 1393                 | 1322                 |         |          | Тамбов                  |
| Томска област                           | 316,9                | 785                             | 786                  | 867                  | 1002                 |         |          | Томск                   |
| Тулска област                           | 25,7                 | 1966                            | 1952                 | 1908                 | 1861                 |         |          | Тула                    |
| Тјумењска област                        | 1435,4               | 1341                            | 1406                 | 1885                 | 3098                 |         |          | Тјумењ                  |
| * од тога Ханти Мансијска АО            | 523,1                | 250                             | 271                  | 571                  |                      |         |          | Ханти Мансијск          |
| * од тога Јамало-Ненецка АО             | 750,3                | 73                              | 80                   | 159                  |                      |         |          | Салехард                |
| Уљановска област                        | 37,3                 | 1187                            | 1225                 | 1268                 | 1396                 |         |          | Уљановск                |
| Чељабинска област                       | 87,9                 | 3286                            | 3289                 | 3431                 | 3618                 |         |          | Чељабинск               |
| Читинска област                         | 431,5                | 1092                            | 1145                 | 1232                 | 1375                 |         |          | Чита                    |
| * од тога Агинско-Бурјатска АО          | 19,0                 | 62                              | 66                   | 69                   |                      |         |          | Агинскоје               |
| Јарославска област                      | 36,3                 | 1398                            | 1400                 | 1433                 | 1469                 |         |          | Јарослављ               |
| Башкирска АССР                          | 143,6                | 3757                            | 3818                 | 3844                 | 3943                 |         |          | Уфа                     |
| Бурјатска АССР                          | 351,3                | 780                             | 812                  | 899                  | 1038                 |         |          | Улан Уде                |
| Дагестанска АССР                        | 50,3                 | 1361                            | 1429                 | 1628                 | 1802                 |         |          | Махачкала               |
| Кабардино-Балкарска АССР                | 12,5                 | 530                             | 588                  | 667                  | 754                  |         |          | Наљчик                  |
| Калмичка АССР                           | 75,9                 | 248                             | 268                  | 295                  | 323                  |         |          | Елиста                  |
| Карелијска АССР                         | 172,4                | 707                             | 713                  | 732                  | 790                  |         |          | Петрозаводск            |
| Коми АССР                               | 415,9                | 974                             | 965                  | 1110                 | 1251                 |         |          | Сиктивкар               |
| Маријска АССР                           | 23,2                 | 653                             | 685                  | 704                  | 749                  |         |          | Јошкар Ола              |
| Мордовска АССР                          | 26,2                 | 1014                            | 1030                 | 990                  | 964                  |         |          | Саранск                 |
| Северно Осетинска АССР                  | 8,0                  | 518                             | 553                  | 592                  | 632                  |         |          | Орџоникидзе             |
| Татарска АССР                           | 68,0                 | 3127                            | 3131                 | 3445                 | 3642                 |         |          | Казањ                   |
| Тувинска АССР                           | 170,5                | 217                             | 231                  | 268                  | 309                  |         |          | Кизил                   |
| Удмуртска АССР                          | 42,1                 | 1379                            | 1418                 | 1492                 | 1606                 |         |          | Ижевск                  |
| Чечено-Ингушка АССР                     | 19,3                 | 1033                            | 1064                 | 1156                 | 1270                 |         |          | Грозни                  |
| Чувашка АССР                            | 18,3                 | 1192                            | 1224                 | 1299                 | 1338                 |         |          | Чебоксари               |
| Јакутска АССР                           | 3103,2               | 646                             | 664                  | 852                  | 1094                 |         |          | Јакутск                 |
| РСФСР                                   | 17075,4              | 126561                          | 130079               | 137410               | 147022               | 932     | 1786     | Москва                  |